# Craig Fagan
Craig Fagan (Birmingham, 11 dicembre 1982) è un allenatore di calcio ed ex calciatore giamaicano naturalizzato inglese, di ruolo ala o attaccante, tecnico in seconda del Maidstone Utd.